# Salif Diao
Salif Alassane Diao, född 10 februari 1977 i Kedougou, är en senegalesisk före detta fotbollsspelare (mittfältare) som avslutade sin karriär i Stoke City.
Diao började sin karriär i sitt hemland innan han flyttade till Frankrike vid sjutton års ålder. Han spelade för AS Monaco och vann franska ligan med dem säsongen 1999-2000. Han vann också silver i Afrikanska mästerskapet i fotboll 2002, där Senegal förlorade på övertid i finalen mot Kamerun.

## Klubbkarriär

### Liverpool
Han värvades av dåvarande tränaren i Liverpool Gérard Houllier från franska CS Sedan Ardennes för 5 miljoner pund (7,5 miljoner euro) efter att ha imponerat flera scouter under VM 2002 i Sydkorea/Japan. Han hjälpte Senegal att nå kvartsfinalerna efter ett mål mot Danmark i gruppspelet.

### Birmingham och Portsmouth
Både Diao och hans landsman El-Hadji Diouf, som värvades runt samma tid, blev dock stora misslyckanden i Liverpool, trots höga förväntningar på dem efter succén i VM. I januari 2005 lånades Diao ut till Birmingham City, men hans vistelse i klubben blev kort då han drog på sig en skada nästan omedelbart. I augusti 2005 lånade Liverpool ut Diao på nytt, den här gången till Portsmouth. Vid säsongens slut valde Harry Redknapp att inte kontraktera honom på grund av hans skadebenägenhet.

### Stoke City
I juli 2006 provspelade Diao för Charlton Athletic men uteblev från den medicinska rutinkollen och missade därmed sina chanser till ett kontrakt med klubben. Den 10 oktober 2006 kom Diao till Stoke City på lån från Liverpool. Han skrev kontrakt med klubben i december 2007. Han har sen dess varit en konsistent spelare för Stoke, hållit ihop laget och ansetts av fans att ha en spelstil lik Claude Makélélés, när han saktar ner tempot och farten i matchen. Man tror att Stoke Citys återupplivande denna säsong var mycket tack vare Salifs hårda arbete i alla framträdanden. Den 25 januari 2007 förlängde han sitt kontrakt med klubben till slutet på säsongen och flyttade sedan permanent från Liverpool. Han skrev eventuellt på ett kontrakt för Stoke på ett och ett halvt år i december 2007.

## Landslagskarriär
Diao har framträtt mer än 37 gånger för Senegal och gjort 4 mål, bland dem ett mål mot Danmark i VM 2002. Han blev senare utvisad i samma match.